# Khao Thamorrat
Khao Thamorrat é a ruína de um antigo mosteiro budista Mahayana no interior de uma caverna, localizado na montanha homônima, inserida na Reserva Nacional Florestal de Khao Thamorrat, na província tailandesa de Phetchabun. É o único mosteiro em uma caverna da Tailândia e do Sudeste asiático ainda intacto. Foi declarado como Patrimônio Mundial pela Organização das Nações Unidas para a Educação, a Ciência e a Cultura (UNESCO) em 2023, juntamente com o monumento Khao Klang Nok e a cidade antiga de Si Thep, no conjunto denominado "A antiga cidade de Si Thep e seus monumentos associados Dvaravati".

## História
Foram encontrados vestígios pré-históricos de ocupação humana aos arredores da caverna. Entre os séculos VII e VIII, durante a cultura Dvaravati, passaram a modificar a caverna para servir de mosteiro budista Mahayana.
O mosteiro sofreu diversos saques e artefatos foram vendidos ilegalmente. Algumas peças foram recuperadas.
Em 1997, o Departamento de Belas Artes e o Departamento Administrativo do Subdistrito de Khok Kruad melhoraram a trilha que leva até a caverna, e colocaram uma placa informativa sobre o mosteiro, no início da trilha.
Algumas esculturas, encontradas na caverna, estão expostas no Museu Nacional Phra Nakhon, em Bangkok. E, todo mês de março, é tradição para os moradores da região subirem até o mosteiro para adorar as imagens que se encontram na caverna.

## Características
A caverna é natural, localizada no topo da montanha Khao Thamorrat, a 584 metros acima do nível do mar. Possui uma única câmara, que mede 4,60 metros de largura, 13 metros de altura e 20 metros de profundidade.
No interior da câmara há um pilar de pedra central, com dois metros de largura e cinco metros de altura; na parte da frente da câmara, há uma escultura do Buda, com 2,50 metros de altura, com ambas as mãos na posição Dharmachakra Mudra; mais no interior da câmara, há 2 esculturas menores do Buda em pé, com ambas as mãos no Vitarka Mudra; uma escultura de Bodisatva de quatro mãos; uma estátua do Buda sentado em posição de meditação. Mais no interior da câmara, na parede central, há duas esculturas de Bodisatva de quatro mãos; uma escultura do Buda em posição de meditação e uma estupa em forma de sino.